# Manon Azem
Manon Azem (Parijs, 12 oktober 1990) is een Franse actrice en stemactrice. Van 2001 tot en met 2015 droeg ze zorg voor de Franstalige nasynchronisatie van Emma Watson en daarmee onder meer het personage Hermelien Griffel in de Harry Potter-filmreeks.

## Biografie
Azems vader was werkzaam als decorbouwer in een theater en haar moeder als actrice. Azem zelf begon op vijfjarige leeftijd met acteren en nasynschroniseren. Na de middelbare school volgde ze een theateropleiding aan het Cours Florent in Parijs.
Als stemactrice was Azem hoorbaar in de Franstalige versies van onder meer Harry Potter, Jessie en Desperate Housewives. Een van de eerste grote rollen waarbij Azem zelf ook zichtbaar was, was in de Franse Disney Channel-serie Trop la classe! vanaf 2006.

## Filmografie (selectie)
| Jaar        | Titel                  | Rol                                | Type productie           | Opmerkingen       |
| ----------- | ---------------------- | ---------------------------------- | ------------------------ | ----------------- |
| 2001 - 2011 | Harry Potter           | Hermelien Griffel (Stem, Frans)    | Filmreeks                | 8 films           |
| 2004 - 2012 | Desperate Housewives   | Danielle Van de Kamp (Stem, Frans) | Televisieserie           | 55 afleveringen   |
| 2006        | Trop la Classe!        | Dunk                               | Televisieserie           | ±172 afleveringen |
| 2008 - 2011 | The Suite Life on Deck | Bailey Pickett (Stem, Frans)       | Televisieserie           | 71 afleveringen   |
| 2011 - 2015 | Jessie                 | Jessie Prescott (Stem, Frans)      | Televisieserie           | 98 afleveringen   |
| 2013 -2019  | Section de recherches  | Rechercheur Sara Casanova          | Televisieserie           | 49 afleveringen   |
| 2017        | Gangsterdam            | Nora                               | Film                     |                   |
| 2017        | La Mante               | Lucie                              | Televisieserie           | 6 afleveringen    |
| 2018        | Girls with Balls       | Morgane                            | Film (Netflix)           |                   |
| 2019        | Les Ombres Rouges      | Clara Garnier                      | Televisieserie           | 6 afleveringen    |
| 2019        | Prise au piège         | Malica Douar                       | Televisieserie           | 6 afleveringen    |
| 2020        | Ils étaient dix        | Kelly Nessib                       | Televisieserie           | 6 afleveringen    |
| 2021        | Un homme d'honneur     | Gabrielle                          | Televisieserie           | 6 afleveringen    |
| 2021        | Friendzone             | Maud                               | Film (Netflix)           |                   |
| 2022        | Détox                  | Manon                              | Televisieserie (Netflix) | 6 afleveringen    |

- Bibliothèque nationale de France: cb17154412d (data)
- International Standard Name Identifier: 0000 0004 6355 0210
- Système universitaire de documentation: 257760830
- Virtual International Authority File: 5342151051995233530001